# Phi Phoenicis
Phi Phoenicis (φ Phoenicis, HD 11753) é uma estrela binária na constelação de Phoenix. Possui uma magnitude aparente visual de 5,11 sendo visível a olho nu em boas condições de visualização. Com base em sua paralaxe medida pela sonda Gaia, está a uma distância de aproximadamente 320 anos-luz (98 parsecs) da Terra.
A estrela primária do sistema é uma estrela de classe B da sequência principal quimicamente peculiar do tipo HgMn, e tem sido bastante estudada por apresentar distribuição heterogênea de elementos em sua superfície. A estrela secundária foi detectada por meios espectroscópicos e astrométricos, e orbita a primária a cada 1126 dias em uma órbita excêntrica.

## Propriedades
A estrela primária do sistema é uma estrela de classe B da sequência principal com um tipo espectral de B9V. Ela pertence a uma subclasse das estrelas quimicamente peculiares conhecida como estrelas HgMn, o que significa que sua superfície apresenta quantidades anormalmente altas de elementos como mercúrio e manganês, e é deficiente em outros como hélio e cobalto. A estrela tem cerca de 2,8 vezes o raio solar e está irradiando cerca de 90 vezes a luminosidade solar de sua fotosfera a uma temperatura efetiva de 10 500 K. Modelos de evolução estelar indicam que suas propriedades são consistentes com uma massa de aproximadamente 3 vezes a massa solar e uma idade de 260 milhões de anos.
A reconstrução da superfície de Phi Phoenicis mostrou que ela é heterogênea e apresenta regiões com abundâncias diferentes de certos elementos. Em particular, a estrela possui manchas com abundâncias altas ou baixas de ítrio, estrôncio, titânio e crômio. A comparação dos mapas de abundância em diferentes épocas indica que a configuração de manchas varia em escalas de tempo de meses e anos. O acompanhamento das linhas espectrais dos elementos distribuídos irregularmente permitiu a determinação precisa de um período de rotação de 9,53 dias, e também mostra evidências de mudanças a longo prazo nas abundâncias superficiais. A análise das manchas sugere que o eixo de rotação da estrela está inclinado em cerca de 53°, e mostra evidências de rotação diferencial fraca na estrela. A presença e evolução das manchas provavelmente causa variações da ordem de milimagnitudes no brilho de Phi Phoenicis, apesar de não haver observações precisas para comprovar isso.
A origem das anomalias químicas e das manchas nas estrelas HgMn é incerta e tem sido motivo de controvérsia. Tipicamente, como no caso das estrelas Ap e Bp, distribuições superficiais heterogêneas de elementos são atribuídas à presença de campos magnéticos organizados de grande escala, mas não há detecções conclusivas de campos magnéticos em estrelas HgMn. Um estudo de 2012 propôs a detecção em Phi Phoenicis de um campo magnético fraco associado às manchas estelares, mas isso é contestado. Acredita-se que processos de difusão na atmosfera possam estar relacionados às anomalias químicas, mas isso não explica quantitativamente as variações observadas.

## Sistema estelar
Phi Phoenicis é uma binária espectroscópica de linha única com um período de 1126 dias e uma excentricidade de 0,59. Atualmente não há evidências para outras estrelas no sistema, mas por um tempo este foi considerado um sistema triplo, com base na determinação errada do período espectroscópico.
A variabilidade da velocidade radial de Phi Phoenicis foi descoberta nas primeiras observações espectroscópicas da estrela em 1911, e então foi confirmada em 1982, mas os dados ainda eram inconclusivos e nenhuma órbita foi determinada. Uma solução orbital foi finalmente publicada em 1999, dando um período de 41,4 dias. Na mesma época, em 1997, o catálogo Hipparcos foi publicado revelando que esta é uma binária astrométrica com um período de 878 (assumindo uma órbita circular). Assim, Phi Phoenicis passou a ser considerado um sistema triplo, consistindo de uma estrela visível, uma companheira espectroscópica e outra astrométrica. Um estudo de 2013, a partir de novos dados de velocidade radial de alta resolução pelos espectrógrafos FEROS, HARPS e CORALIE, mostrou que o período da órbita espectroscópica é na verdade próximo de 1126 dias, em vez de 41,4 dias, indicando que a companheira espectroscópica é a mesma que os dados astrométricos detectaram. Um outro estudo do mesmo ano ajustou os dados astrométricos da sonda Hipparcos à órbita espectroscópica, revelando a inclinação orbital do sistema e permitindo estimar as propriedades da estrela secundária.
A órbita do sistema é altamente excêntrica e é vista praticamente de lado, com uma inclinação de 93 ± 4,7°. A alta incerteza significa que a ocorrência de eclipses é possível, apesar de ser improvável. A partir dessa inclinação e assumindo uma massa de 3,0 M☉ para a estrela primária, a função de massa binária pode ser usada para calcular uma massa de 0,91 M☉ para a secundária. Estima-se que a estrela secundária seja uma anã amarela com uma temperatura efetiva em torno de 5 500 K, sendo 5,7 magnitudes visuais menos brilhante que a primária. A separação média entre as duas estrelas é estimada em aproximadamente 3,4 UA.
| Período                      | 1126,11 ± 0,16 dias |
| Velocidade radial do sistema | 10,44 ± 0,04 km/s   |
| Semiamplitude do primário    | 9,21 ± 0,09 km/s    |
| Excentricidade               | 0,589 ± 0,004       |
| Argumento do periastro       | 201,7 ± 0,6°        |
| Inclinação                   | 93 ± 4,7°           |
| Longitude do nó ascendente   | 159 ± 6,4°          |
| Semieixo maior do primário   | 8,4 ± 0,52 mas      |
| Semieixo maior do primário   | 0,77 ± 0,01 UA      |